# Tonito Francisco Xavier Muananoua
Tonito José Francisco Xavier Muananoua (ur. 6 czerwca 1972 w Invinha) – mozambicki duchowny katolicki, biskup pomocniczy Maputo od 2023.

## Życiorys
Święcenia kapłańskie otrzymał 13 października 2003 i został inkardynowany do diecezji Gurué. Pracował w seminariach w Quelimane, Matoli i w Maputo. W latach 2010–2011 kierował sekretariatem kurialnym ds. duszpasterskich, w 2019 został kanclerzem kurii, a w 2022 objął funkcję wikariusza generalnego diecezji oraz proboszcza parafii katedralnej.
1 marca 2023 papież Franciszek mianował go biskupem pomocniczym archidiecezji Maputo oraz biskupem tytularnym Oescus. Sakry udzielił mu 23 kwietnia 2023 nuncjusz apostolski w Mozambiku – arcybiskup Piergiorgio Bertoldi.